# Alabê
O alabê (do ioruba alagbê) é o ogã responsável pelos toques rituais, alimentação, conservação e preservação dos instrumentos musicais sagrados do candomblé. Nos ciclos de festas, é obrigado a se levantar de madrugada para que faça a alvorada. Se uma autoridade de outro axé chegar no terreiro, o alabê tem de lhe prestar as devidas homenagens.